# Bassano Staffieri
Bassano Staffieri (Casalpusterlengo, 6 de septiembre de 1931 – La Spezia, 31 de julio de 2018) fue un obispo de la Iglesia católica. Fue nombrado obispo de la diócesis La Spezia-Sarzana-Brugnato.

## Biografía
Staffieri estudió en el seminario diocesano de Lodi y enseñó teología en el Instituto sacerdotal "Maria Immacolata e San Pio X" de Lodi. Fue ordenado sacerdote el 9 de junio de 1955 en la Catedral de Lodi por el obispo Tarcisio Vincenzo Benedetti.
El 11 de julio de 1989 el Papa Juan Pablo II le nombra obispo de la Carpi sucediendo a Alessandro Maggiolini. El 9 de septiembre de recibe la ordenación episcopal del cardenal Ugo Poletti. El 10 de julio de 1999 Juan Pablo II lo nombra obispo titular de la  Diócesis de La Spezia-Sarzana-Brugnato sustituyendo a Giulio Sanguineti.
Staffieri se retiró como obispo el 6 de diciembre de 2007, manteniendo hasta su muerte el cargo de vicepresidente de la Conferencia Episcopal de Liguria.